# Bembidion alpineanum
Bembidion alpineanum är en skalbaggsart som beskrevs av Thomas Casey. Bembidion alpineanum ingår i släktet Bembidion och familjen jordlöpare. Inga underarter finns listade i Catalogue of Life.